# John Lewis / Helen Merrill
John Lewis / Helen Merrill (также известен как Django) — студийный альбом американского пианиста Джона Льюиса и певицы Хелен Меррилл, выпущенный в 1977 году на лейблах Mercury и Trio Records. В трёх песнях также участвуют флейтист Хьюберт Лоуз, басист Ричард Дэвис и барабанщик Конни Кей.
Для Хелен Меррилл это была первая пластинка, выпущенная в Соединённых Штатах с 1968 года.

## Отзывы и признание
| Оценки критиков                     | Оценки критиков |
| Источник                            | Оценка          |
| ----------------------------------- | --------------- |
| AllMusic                            | [ 1 ]           |
| The Encyclopedia of Popular Music   | [ 2 ]           |
| The Rolling Stone Jazz Record Guide | [ 3 ]           |

В журнале Billboard написали: «Маститый пианист и певица создают восхитительную интимность на девяти треках. Всё подается легко, все участники хладнокровны и эмоционально дисциплинированы, но прочтение Меррилл эффектно сочетается с игрой Льюиса на фортепиано». Крис Альбертсон из Stereo Review отметил прекрасную химию между исполнителями, а также расслабленное, неземное настроение, царящее на протяжении всей этой встречи.
Скотт Яноу из AllMusic написал: «Очевидная эмпатия между Меррилл и Льюисом хорошо видна в таких номерах, как „Django“ (который редко исполнялся), „Angel Eyes“, „Alone Together“ и „Mad About the Boy“. Интроспективный набор, полный тонкого творчества».
Номинация на «Грэмми» за лучшее джазовое вокальное исполнение.

## Список композиций
1. «Django» (Джон Льюис) — 5:08
2. «I Didn’t Know What Time It Was» (Ричард Роджерс, Лоренц Харт) — 4:12
3. «Angel Eyes» (Эрл Брент, Мэтт Деннис) — 4:59
4. «Close Your Eyes» (Бернис Петкер) — 3:19
5. «Alone Together» (Артур Шварц, Говард Дитц) — 2:54
6. «Yesterdays» (Отто Харбах, Джером Керн) — 4:47
7. «The Singer» (Джон Льюис) — 4:31
8. «How Long Has This Been Going On?» (Ричард Роджерс, Лоренц Харт) — 5:09
9. «Mad About the Boy» (Ноэл Кауард) — 5:08

## Участники записи
- Бас-гитара — Ричард Дэвис
- Вокал — Хелен Меррилл
- Ударные — Конни Кей
- Флейта — Хьюберт Лоус
- Фортепиано — Джон Льюис